# Список дипломатических и консульских представительств в Либерии
Эта статья представляет список представительств иностранных государств в Либерии.
Либерия является одним из первоначальных членов ООН и состоит в этой организации начиная со 2 ноября 1945 года. Государство признано всеми остальными членами этой организации.

## Посольства
Гана
 Германия
 Египет
 Индия
 Испания
 Канада
 Китай
 США
 Сьерра-Леоне
 Франция
 Швеция

## Посольства нерезиденты
Австралия
 Австрия
 Аргентина
 Бельгия
 Венесуэла
 Греция
 Дания
 Израиль
 Индия
 Индонезия
 Испания
 Италия
 Канада
 Лесото
 Мали
 Мексика
 Нидерланды
 Норвегия
 Польша
 Португалия
 Россия
 Румыния
 САДР
 Сербия
 Словакия
 Танзания
 Тринидад и Тобаго
 Хорватия
 Чехия
 Швейцария
 Япония